# دفتر خاندان امپراتوری
دفتر خاندان امپراتوری (به ژاپنی: 宮内庁, Kunai-chō)، یک آژانس دولت ژاپن است که مسئول امور دودمان یاماتو، و همچنین حفظ مهر خصوصی و مهر دولتی ژاپن است. از حدود قرن هشتم میلادی، تا زمان جنگ جهانی دوم، به عنوان وزارت خاندان امپراتوری شناخته می‌شد (宮内 un , Kunai-shō).